# Harold Frost
Harold M. Frost (* 1921; † 19. Juni 2004) war ein US-amerikanischer Orthopäde und Chirurg. Er wird als einer der wichtigsten Forscher und Theoretiker im Bereich der Knochen-Biologie und -Medizin seiner Zeit angesehen. Frost publizierte nahezu 500 wissenschaftliche Artikel und 16 Bücher. Nach dem Science Citation Index ist er einer der meistzitierten Autoren in seinem Fachgebiet.
Seine wichtigsten wissenschaftlichen Beiträge umfassten:
- Die Entwicklung der Knochen-Histomorphometrie zur Beschreibung von Knochenauf- und -abbau-Prozessen auf zellulärer Ebene
- Die elfte Rippen-Biopsie zur Diagnose von metabolischen Knochenkrankheiten
- Die Untersuchung der multicellulären Einheit als Schlüssel des Knochenmetabolismus
- Der experimentelle Beweis, dass Östrogen die Knochenformation reduziert
- Der histologische Beweis von Microrissen in menschlichen Knochen-Biopsien
- Das grundlegende Modell über die Anpassung der Wachstumsfuge des Knochens entsprechend den auf sie einwirkenden mechanischen Reizen
- Das Utah-Paradigma der Knochenphysiologie (Mechanostat-Theorem), das als Erweiterung des Wolffschen Gesetzes die Adaption des Knochens auf mechanische Reize und somit den Zusammenhang zwischen Muskel und Knochen beschreibt.

## Bücher von Harold M. Frost
- Bone remodelling dynamics. The Henry Ford Hospital surgical monographs, Thomas (Springfield, Ill.), 1963.
- The laws of bone structure. The Henry Ford Hospital surgical monographs, Thomas (Springfield, Ill.), 1964.
- Mathematical Elements of Lamellar Bone Remodelling. The Henry Ford Hospital surgical monographs, Thomas (Springfield, Ill.), 1964.
- Bone biodynamics. Henry Ford Hospital international symposium, [14], Little, Brown (Boston) 1964.
- The bone dynamics in osteoporosis and osteomalacia. The Henry Ford Hospital surgical monographs, Thomas (Springfield, Ill.), 1966.
- An introduction to biomechanics. Surgical monographs, Thomas (Springfield, Ill.), 1967, ISBN 0-398-02824-9.
- Orthopaedic surgery in spasticity. (= Orthopaedic lectures. Vol. 1). Thomas (Springfield, Ill.), 1972.
- The physiology of cartilaginous, fibrous, and bony tissue. (= Orthopaedic lectures. Vol. 2). Thomas (Springfield, Ill.), 1972, ISBN 0-398-02562-2.
- Bone remodeling and its relationship to metabolic bone diseases. (= Orthopaedic lectures. Vol. 3). Thomas (Springfield, Ill.), 1973, ISBN 0-398-02588-6.
- Bone modeling and skeletal modeling errors. (= Orthopaedic lectures. Vol. 4). Thomas (Springfield, Ill.), 1973, ISBN 0-398-02667-X.
- Orthopaedic Biomechanics. (= Orthopaedic Lectures. Vol. 5). Thomas (Springfield, Ill.), 1973, ISBN 0-398-02824-9.
- Symposium on the Osteoporoses Part 1: Physioplogy, Pathophysiology, and Diagnosis. Saunders (Philadelphia), 1981.
- Symposium on the Osteoporoses Part 2: Therapy and Prevention. Saunders (Philadelphia), 1981.
- Intermediary organization of the skeleton. CRC Press (Boca Raton, Fla), 1986, ISBN 0-8493-5948-1.
- Bone in clinical orthopedics – Chapter 14: Determinants of bone strength and mass: a summary and clinical implications. by Geoff Sumner-Smith, Georg Thieme Verlag, 2002, ISBN 0-86577-829-9, books.google.de
- The Utah Paradigm of Skeletal Physiology. Vol. 1. ISMNI, 2004.
- The Utah Paradigm of Skeletal Physiology. Vol. 2. ISMNI, 2004.